# لي روجرز بيرجر
لي روجرز بيرجر (بالإنجليزية: Lee Rogers Berger)‏ مواليد 22 ديسمبر 1965 في كانساس، بالولايات المتحدة، عالِم آثار جنوب أفريقي، و عالم بعلم دراسة مستحاثات أسلاف البشر، وعالم بعلم الإنسان الحيوي . أشتهر بمساهمته في اكتشاف هومو ناليدي عام 2015.

## روابط خارجية
- لي روجرز بيرجر على موقع IMDb (الإنجليزية)
- لي روجرز بيرجر على موقع الموسوعة البريطانية (الإنجليزية)
- لي روجرز بيرجر على موقع قاعدة بيانات الفيلم (الإنجليزية)